# Ielizarovskaïa (métro de Saint-Pétersbourg)
Ielizarovskaïa (en russe : Елиза́ровская) est une station de la ligne 3 du Métro de Saint-Pétersbourg. Elle est située  dans le raïon la Neva, à Saint-Pétersbourg en Russie.
Mise en service en 1970, elle est desservie par les rames de la ligne 3 du métro de Saint-Pétersbourg.

## Situation sur le réseau

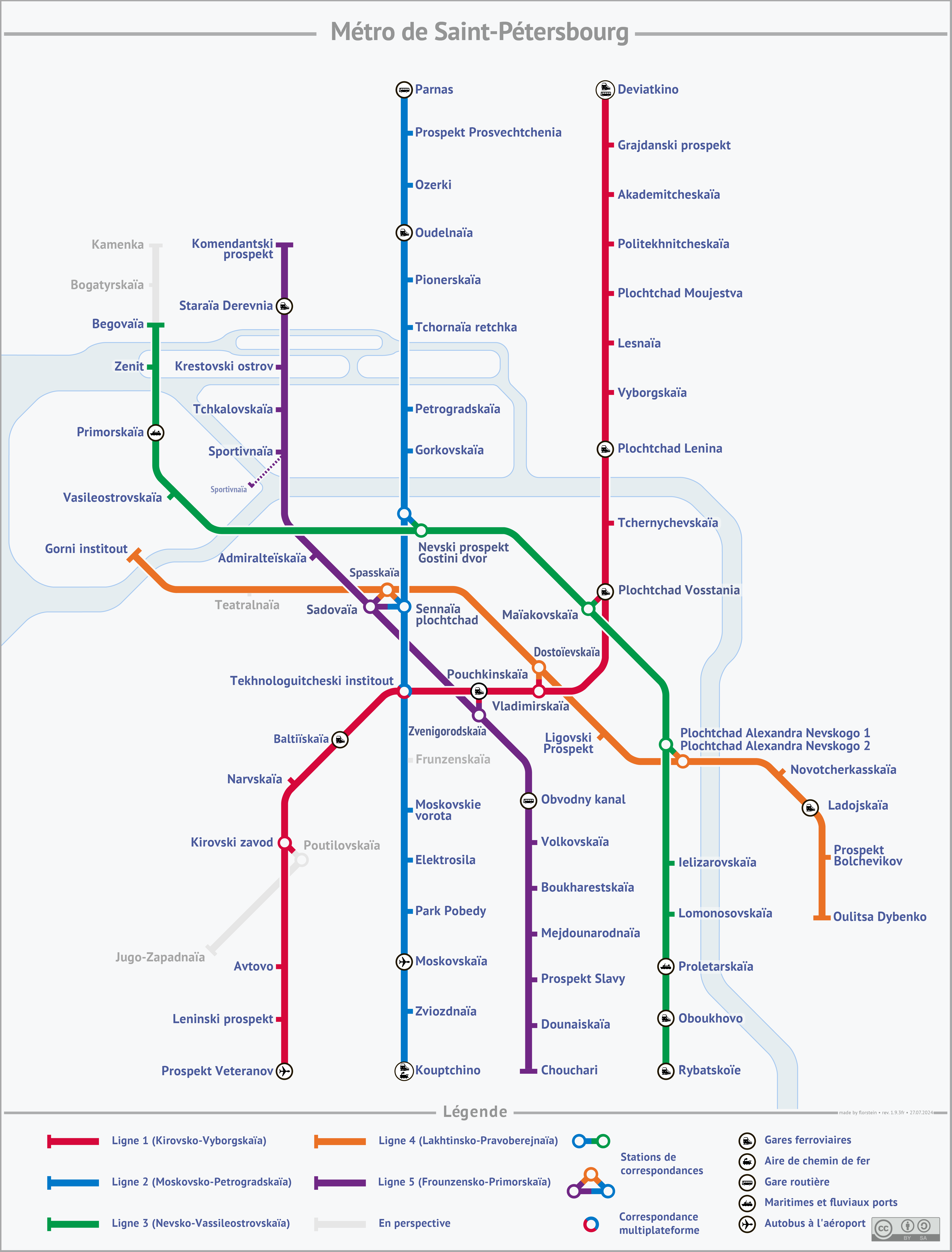
Plan du métro.

Établie en souterrain à 62 m. de profondeur, Ielizarovskaïa est une station de passage de la ligne 3 du métro de Saint-Pétersbourg. Elle est située entre la station Plochtchad Alexandra Nevskogo 1, en direction du terminus nord-ouest Begovaïa, et la station Lomonossovskaïa, en direction du terminus sud-est Rybatskoïe.
La station dispose d'un quai central encadré par les deux voies de la ligne.

## Histoire
La station Ielizarovskaïa est mise en service le 21 décembre 1970, lors de l'ouverture à l'exploitation du prolongement de Vassileostrovskaïa à Lomonossovskaïa. Elle est nommée en référence à la rue Ielizarovskaïa (ru) située à proximité, elle-même nommée en référence à Mark Timofeevitch Ielizarov (ru). La station souterraine est construite suivant un nouveau type de station dite station fermée (ru), ou le quai central donne sur des portes fermées qui ne s'ouvrent en coulissant que lorsque la rame est présente.

## Services aux voyageurs

### Accès et accueil
Elle dispose d'un pavillon d'accès, avec une entrée et une sortie en façade et une relation avec le quai par un tunnel en pente équipé de trois esclaliers mécaniques.

### Desserte
Ielizarovskaïa est desservie par les rames de la ligne 3 du métro de Saint-Pétersbourg. Elle est du type station fermée (ru) avec un accès aux rames par des portes coulissantes, donnant sur le quai central, ouvertes uniquement lorsque la rame est présente.

Installations
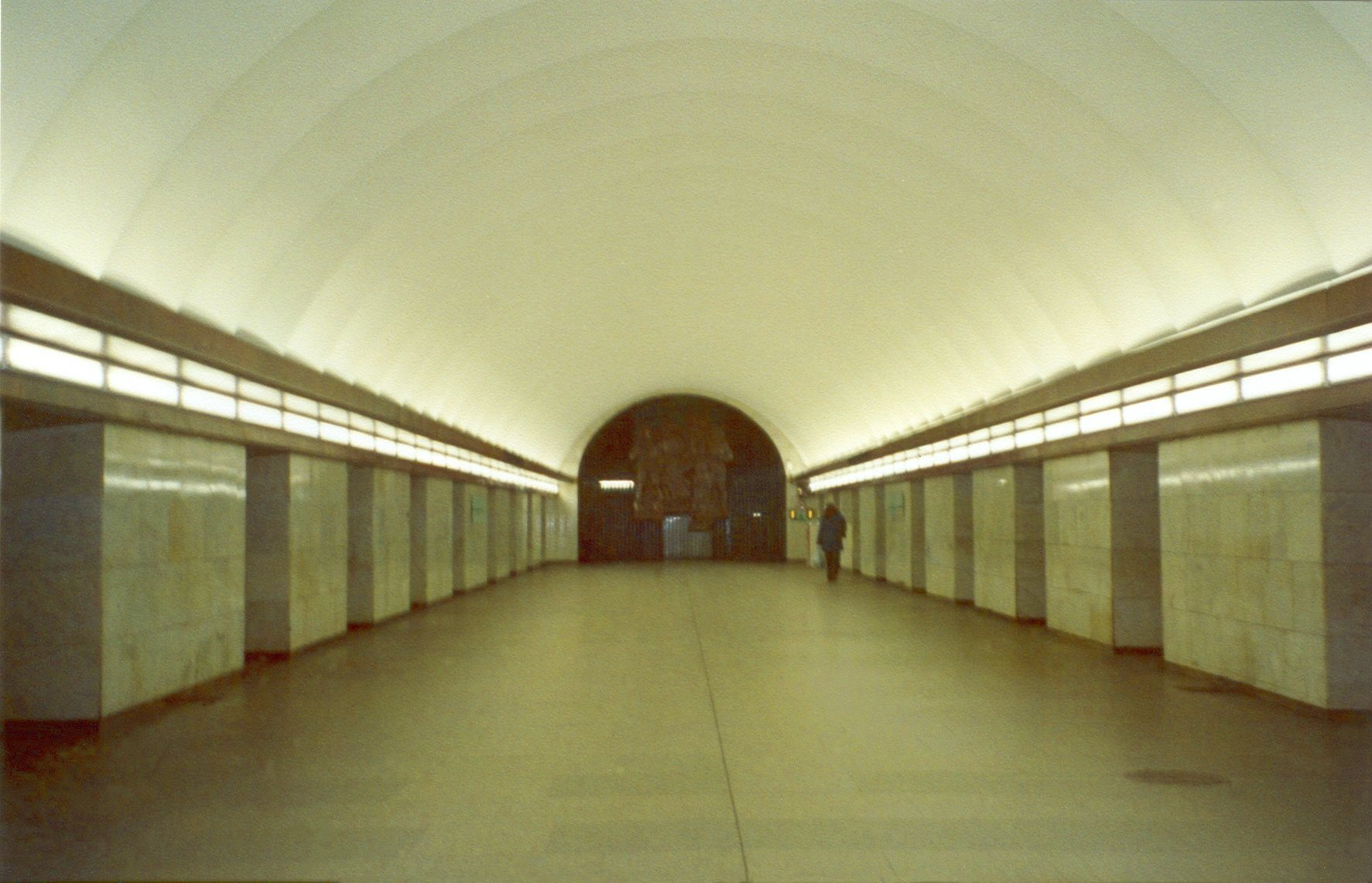
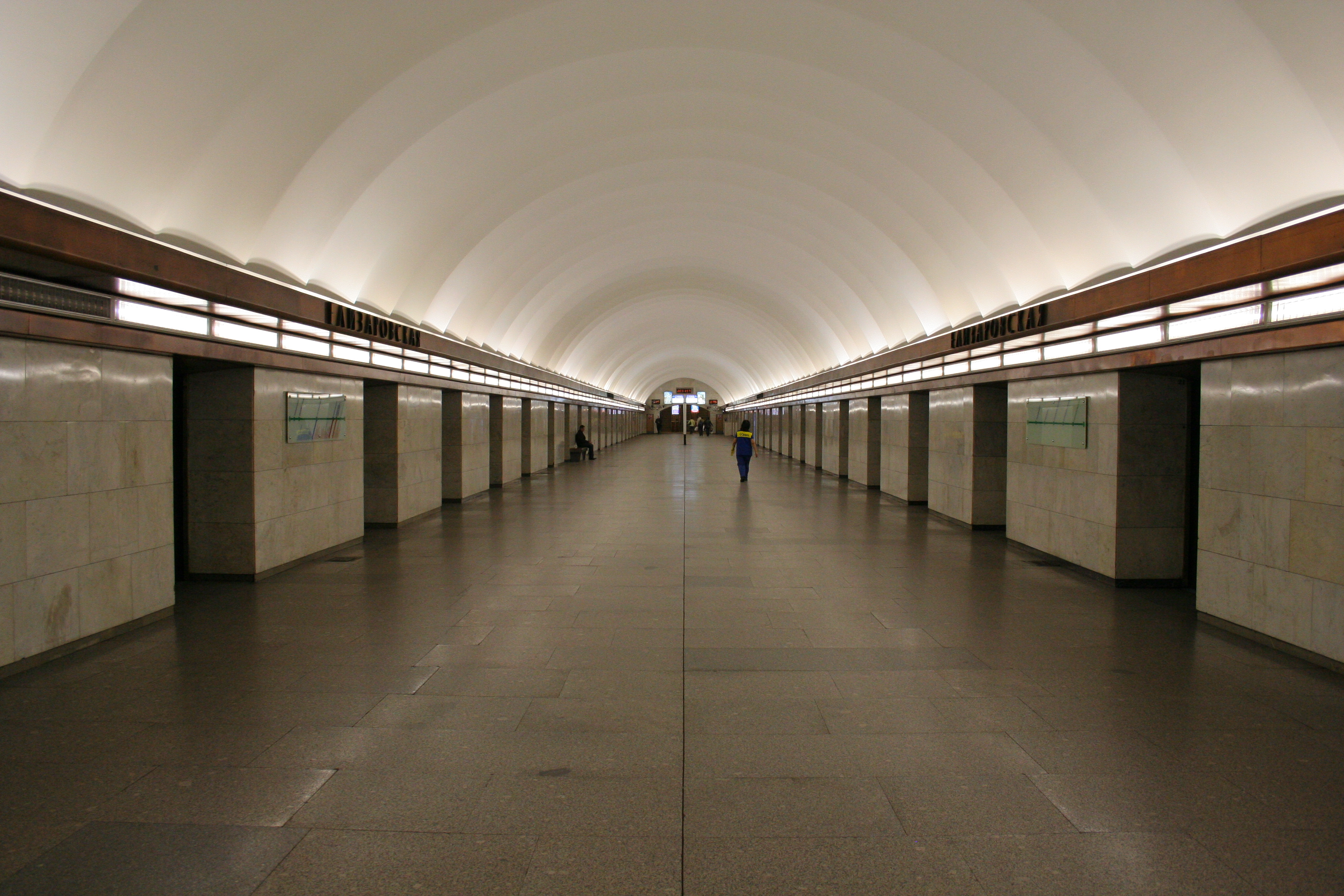

### Intermodalité
À proximité des arrêts de bus sont desservis par de nombreuses lignes.